# Château de Vendôme
Het Château de Vendôme is een voormalige burcht, nu een ruïne, waarvan de overblijfselen in de Franse gemeente Vendôme liggen, in het departement Loir-et-Cher, in de regio Centre-Val de Loire.
De ruïnes van het kasteel staan op de lijst van historische monumenten (monument historique).

## Plaats
Het kasteel staat op een grote heuvel op de linkeroever van de rivier de Loir, in de gemeente Vendôme. Het kasteel torent boven de stad uit en bewaakte de verbindingsweg tussen Chartres en Tours.

## Geschiedenis
In de 6e eeuw, om precies te zijn in 587, bevestigde het Verdrag van Andelot het bestaan van een versterkte vestiging in Vendôme.
In de 9e en 10e eeuw zijn details te vinden over de heerser over de Vendômois, Burchard I van Vendôme, bekend als de Eerbiedwaardige. De locatie van het kasteel tijdens deze perioden is onbekend.
Burchard I van Vendôme was een van de trouwste compagnons van koning Hugo Capet. Het graafschap ging over op zijn jongste zoon, Reinoud van Vendôme, bisschop van Parijs (1006-1020). De bisschop van Chartres, Fulbert van Chartres, eiste het vazalschap van Renaud op. Zo werden de bisschoppen van Chartres in de 11e eeuw heer en meester over de regio Vendôme.
De eerste sporen van een stenen versterking dateren uit de 11e eeuw op de plek die bekend staat als la capitainerie. In 1032 arriveerden Godfried II van Anjou en zijn vrouw Agnes van Mâcon; zij zouden de stichters zijn van de abdij van La Trinité van Vendôme. De kerk Saint-Georges in het kasteel zou zijn gebouwd volgens de wensen van gravin Agnes, die er volgens de legende genoeg van had om elke dag naar de kerk Saint-Martin af te dalen om te bidden. Ze zou ook de kerk Saint-Lubin hebben gebouwd, in haar kasteel, voor de inwoners van de gelijknamige buitenwijk. Godfried werd graaf van Anjou na de dood van zijn vader Fulco III van Anjou, bekend als Nerra (de zwarte), wat het begin betekende van de heerschappij van Anjou over de regio Vendôme.
In de 12e eeuw regeerde Godfried III van Vendôme (1102-1144). Het begin van zijn bewind werd gekenmerkt door een oorlog tegen Theobald, graaf van Blois. Hij vocht voor zijn suzerein, de graaf van Anjou tijdens één van de kruistochten. Zijn vrouw Mathilde de Châteaudun kocht rond 1130 de heerlijkheid Lavardin van Aymeric Gaymard en stichtte in 1139 een klooster van de Tempeliers. Waarschijnlijk werd het kasteel in deze periode geherstructureerd, waarbij de oorspronkelijke ommuring, bestaande uit de donjon, de muren, de toren van Poitiers en de toren van Saint-Lubin, werd verhoogd.
Jan I van Vendôme vocht voor Henry Plantagenet, de toekomstige Hendrik II. In 1170 bood hij zijn kasteel aan voor een ontmoeting tussen koning Lodewijk VII van Frankrijk en Hendrik II Plantagenet, met als gunstig gevolg een wapenstilstand. In 1173 kwam hij tegenover zijn oudste zoon Burchard de Lavardin te staan. Deze laatste koos de kant van de opstandige zonen van Hendrik II, die een tijdlang bondgenoten waren van de koning van Frankrijk. Burchard bezette het kasteel van Vendôme met geweld en nam de controle over de stad over, waarbij hij de poorten voor zijn vader sloot. Jan I, die aan de Engelse kant bleef, riep Hendrik II op om de stad en het kasteel te bevrijden. Tijdens zijn kruistocht naar Palestina benoemde graaf Jan zijn oudste zoon toch tot regent van het graafschap in 1180. Als graaf stond hij altijd aan de Franse kant. In 1188 gaf hij de stad over aan Filips II Augustus, koning van Frankrijk, die het Engelse garnizoen gevangen nam zonder het kasteel in handen te krijgen.
In de 13e eeuw ontstond het Huis van Montoire onder Jan IV de Vendôme. In de 13e en 14e eeuw werd de heuvel omringd door een grote ommuring.
Verlaten door de hertogen van Vendôme, werd het kasteel in 1712 verbonden aan de Franse kroon, maar kreeg geen verdere aandacht. In 1791 werd de ruïne van het kasteel verkocht aan verschillende eigenaars. De majestueuze ceder, geplant in 1807, getuigt van de heropleving als plezierpark. 
In 1932 werd de kasteelruïne opgekocht door de gemeente Vendôme. In maart 2001 stortten een toren en een deel van de ommuring in.